# Крупянские
Крупянские (пол. Krupiański) — дворянский род.
Потомство Мартьяна Крупянского, убитого под Чигирином (1678).

## Описание герба
Щит четверочастный, голубой: в 1 поле золотой кавалерский крест; во 2 — золотые: повёрнутый полумесяц и звезда в ряд; в 3 — выходящая влево вооружённая мечом рука; в 4 — серебряные копьё и стрела в андреевский крест.
Щит увенчан дворянскими шлемом и короной. Нашлемник: птица. Намёт на щите голубой подложен серебром.